# شهرستان بایشیانگ
شهرستان بایشیانگ (به لاتین: Baixiang County) یک منطقهٔ مسکونی در چین است که در شینگتای واقع شده‌است. شهرستان بایشیانگ ۲۶۸ کیلومتر مربع مساحت و ۱۹۳٬۷۷۷ نفر جمعیت دارد و ۳۹ متر بالاتر از سطح دریا واقع شده‌است.